# Номотетичний метод
Номотетичний метод — 1) у вченні Канта спосіб «законодавчої» діяльності розуму у встановленні ним законів і правил пізнання;

2) в неокантіанстві баденської школи - метод природничих наук, спрямований на виявлення загальних закономірностей, загальних тенденцій науки. Поняття введено Вільгельмом Віндельбандом, докладно описано Генріхом Ріккертом, який вбачав слідом за Кантом предмет природознавства в природі як бутті речей, тому що воно визначено загальними законами. Номотетичному методу протиставляється ідіографічний, спрямований на виявлення в досліджуваному об'єкті його унікальності (останнім, на думку Ріккерта, повинні користуватися науки, що досліджують одиничні, особливі феномени, такі як, наприклад, історія).
У XX столітті з'являється цілий ряд літературознавчих теорій, які застосовують саме номотетичний підхід, реалізуючи принцип філології як точної науки. До таких теорій відносять структуралізм .